# Report Mainz
Report Mainz (bis 1998 Report Baden-Baden) ist die Bezeichnung eines deutschen Fernsehmagazins zum aktuellen politischen Geschehen. Obwohl das Format redaktionell in Mainz angesiedelt ist, gehört es nicht zum dort ansässigen ZDF, sondern mit dem Südwestrundfunk zur ARD. In den Jahren 2017/18 war Report Mainz das erfolgreichste deutsche Politikmagazin. Die Sendung erreichte durchschnittlich 2,83 Millionen Zuschauer und mit einem Marktanteil von 10,8 Prozent die höchste Einschaltquote. 2017 hatte Report Mainz mit durchschnittlich 3,1 Millionen Zuschauern pro Sendung und einem Marktanteil von 11,4 Prozent.

## Geschichte
Die Sendung geht auf Anno – Filmberichte zu Nachrichten von gestern und morgen zurück. Dieses Format wurde am 25. Oktober 1960 erstmals im Deutschen Fernsehen gesendet, damals gemeinsam produziert vom Bayerischen Rundfunk (BR) und Südwestfunk (SWF). Seit 5. August 1962 hieß diese Sendung Report. Seit 1966 produzieren BR und SWF vollständig getrennte Ausgaben der Sendung. Die Ausgabe des BR heißt Report München, die des SWF hieß bis 1998 Report Baden-Baden. Im Zuge der Zusammenführung des SWF mit dem Süddeutschen Rundfunk (SDR) zum Südwestrundfunk (SWR) 1998 zog die Redaktion nach Mainz um, seitdem heißt die Sendung Report Mainz.
Von 1972 bis 1992 war Franz Alt Chef der Sendung. Das damalige CDU-Mitglied Alt positionierte sich seit 1983, z. B. in Fragen der Nachrüstung oder der Kernenergie, zunehmend gegen die CDU-geführten Regierungen in Bund und Ländern. Da die CDU damals auch in den SWF-Vertragsländern regierte, gab es zahlreiche Versuche aus dem Rundfunkrat, Alt abzusetzen. Der damals amtierende Intendant des SWF, der frühere rheinland-pfälzische CDU-Landtagsabgeordnete Willibald Hilf, entschloss sich jedoch erst mit dem Jahreswechsel 1991/92 zu diesem Schritt, nachdem es zuvor zahlreiche Versuche gegeben hatte, Alt innerhalb der Report-Moderation politisch zu neutralisieren.
Am 25. April 2006 feierte die Sendung ihren 40. Geburtstag. Am 15. Mai 2006 strahlte der SWR eine Jubiläumssendung mit dem Gastmoderator Harald Schmidt aus.
Mitte Juli 2007 wurde die Sendung auf das Format 16:9 umgestellt. Gleichzeitig wurde die Optik der Sendung komplett überarbeitet.
Zusammen mit den öffentlich-rechtlichen Investigativ-Redaktionen Kontraste, Fakt, Report München und Panorama, allerdings ohne Monitor, startete Report Mainz Ende Mai 2024 einen Instagram-Account namens ARD Team Recherche.

## Moderatoren und Redaktionsleiter
Moderatoren und Leiter der Sendung waren:
- 1966/67: Günter Gaus (Moderation und Leitung)
- 1967/68: Peter von Zahn/Dieter Göbel
- 1968–1972: Günter Gaus/Dieter Göbel
- 1972–1992: Franz Alt (Moderation und Leitung)
- 1992–1996: Jochen Waldmann (Moderation und Leitung)
- 1996–1998: Ulrich Craemer/Jochen Waldmann
- 1998–2003: Bernhard Nellessen/Fritz Frey
- 2003–2023: Fritz Frey/Birgitta Weber
- seit 2024: Nadia Kailouli/Birgitta Weber

## Sendeplatz
Im Wechsel werden dienstags die politischen Magazine Report München (Bayerischer Rundfunk), Report Mainz (Südwestrundfunk) und Fakt (Mitteldeutscher Rundfunk) um 21:45 Uhr im Ersten ausgestrahlt. Die ARD hat die Sendedauer der Sendungen trotz Protesten von Journalistenvereinigungen im Januar 2006 von 45 auf 30 Minuten gesenkt. Darüber hinaus wird die Sendung auf tagesschau24 wiederholt.

## Kritik
In seltenen Fällen gibt es nach der Sendung Kritik an der Berichterstattung und entsprechende Stellungnahmen des Senders:
- Sendung vom 21. August 2000 (u. a. Kritik an der Arbeit der Cap Anamur)[5][6]
- Sendung vom 25. Mai 2016 „Arbeitslose unter Druck“[7]
- Sendung vom 1. August 2016 „Der Kampf um die Windräder“[8][9]

## Veröffentlichungen
- Report Mainz: Der Jahresüberblick 2016/2017. Bastei Lübbe, Köln 2016, ISBN 978-3-404-60909-3.